# Восточноафриканская кампания (Первая мировая война)
Восточноафриканская кампания (нем. Die Kämpfe in Ostafrika) — боевые действия в Германской Восточной Африке и прилегающих районах во время Первой мировой войны.

## Предыстория
Ещё в 1885 году был подписан Конголезский акт, в соответствии с которым колониальные владения должны были сохранять нейтралитет в случае войны в Европе. Поэтому губернатор Британской Восточной Африки сэр Хенри Конуэй Белфилд и губернатор Германской Восточной Африки Генрих Шнее надеялись, что им не придётся воевать друг с другом, тем более, что и особых войск в колониях не было — лишь по паре тысяч африканских солдат под командованием европейских офицеров, служащих для охраны границ и подавления местных восстаний.

## Силы стороны
Военная мощь Германии в Африке была слабой, её силы плохо экипированы и рассеяны. Хотя многие немецкие солдаты были лучше обучены и опытнее своих противников, они полагались на устаревшее вооружение, такое как маузер модели 1871 года, в которой использовался устаревший чёрный порох.
На момент начала войны в Германской Восточной Африке насчитывалось 5 379 военнослужащих. Из них вооружённые силы (Schutztruppe) состояли из 2 756 человек (2 540 африканцев и 216 немцев), а полицейские силы (Polizeitruppe) насчитывали 2 199 человек. Также насчитывалось около 424 моряка с легкого крейсера «Кёнигсберг» (Königsberg) и канонерской лодки «Мёве» (Möwe). Также в Руанде, Бурунди и частично в Букобе жандармские обязанности немецких полицейских сил поддерживали местные военизированные подразделения, оснащенные устаревшим оружием. Отряды солдат «руга-руга» (Ruga-Ruga) находились под контролем и командованием правителей региона, которые также содержали свою армию. С началом войны их задачи и роль стали более значимыми: помимо охраны внутреннего порядка, они выполняли задачи по защите границ, наблюдению и охране, в первую очередь для поддержки и дополнения военных сил, размещенных вдоль северо-западных пограничных районов.
Мужчин из Австро-Венгрии, которая была союзником Германии, в германской колонии Восточная Африка находилось небольшое количество, но те, которые были пригодны для мобилизации, были зачислены в Schutztruppe. По данным регистра населения 1913 года, в Германской Восточной Африке проживало 99 венгерских и австрийских граждан. Известно, что двадцать пять подданных Австрии и пять венгерских подданных, участвовали в качестве иностранцев в немецкой армии на полях сражений в Восточной Африке, но не исключено что их было больше. Несмотря на то что Османская империя и Болгария вступили в войну на стороне Германии, они не могли помочь людьми германским войскам в Германской Восточной Африке, так как их подданных в Восточной Африке было очень мало, всего несколько человек.
У британцев были королевские африканские стрелковые батальоны с 2300 африканцами и 70 британскими офицерами, разбросанные по Кении, Уганде, Занзибару и Ньяссленду. Британцы также могли рассчитывать на дислоцированную в ЮАС группу крейсеров, которая перед началом войны была передислоцирована в Восточную Африку. Бельгийские силы в Бельгийском Конго насчитывала около 16 000 аскари, но в основном размещалась в качестве полицейских сил на всей огромной территории.
Большинство колониальных сил обеих сторон были военизированной полицией, а не армией для ведения войн с противником.

## Ход боевых действий

### 1914—1915
Командующий войсками Германской Восточной Африки Пауль фон Леттов-Форбек решил, что его основной задачей в войне будет оттягивание на себя как можно большего количества войск, которые в противном случае могут быть переброшены на европейский театр военных действий. Так как было очевидно, что, благодаря господству Антанты в Индийском океане, колония будет рано или поздно оккупирована противником, то он решил, что необходимо принять за основу тактику партизанской войны, а чтобы как можно дольше оттянуть появление войск неприятеля на своей территории — сразу перенести войну за границы колонии, тем более, что довольно близко к границе проходила основная транспортная артерия британцев — Угандийская железная дорога.
8 августа два британских крейсера обстреляли Дар-эс-Салам, нарушив тем самым нейтралитет колоний. Уже 15 августа 1914 года германские колониальные войска вторглись на британскую территорию и заняли Тавету в районе горы Килиманджаро. Британцы, пользуясь господством на море, начали блокировать побережье и спешно перевозить в Африку индийские войска, что как раз и отвечало намерениям немцев оттянуть их от участия в европейской войне. 3-5 ноября британцы попытались захватить Тангу (начальный пункт Северной железной дороги Танганьики), но десант был разбит и его пришлось эвакуировать.
После начала войны в Индийском океане развернул крейсерскую войну германский рейдер «Кёнигсберг», база для которого была устроена в устье реки Руфиджи. После того, как она была обнаружена британцами, они её блокировали, но разветвлённая дельта с заросшими джунглями островами предоставила германцам прекрасные возможности для обороны, и британцам для уничтожения рейдера пришлось провести в 1915 году длительную военную операцию.

### 1916
В 1916 году британские войска в Восточной Африке получили значительные подкрепления и смогли выставить в общей сложности около 100 000 солдат и гораздо больше небоевых подразделений и перешли в наступление. Леттов-Форбек хорошо подготовился к этой ситуации и втянул численно превосходящего противника в смесь мобильных и партизанских боевых действий с использованием тактики «ударил и убежал».
Войска союзников понесли большие потери от тропических болезней, чем от боевых действий, жертвами которых стали тысячи людей. Здесь немецкая сторона пострадала гораздо меньше, так как большинство их бойцов составляли африканцы, привыкшие к климату и невосприимчивые ко многим болезням.
После нескольких боёв германские части были вынуждены оставить район Северной железной дороги и отступить к Центральной железной дороге. В течение лета британцы заняли Центральную железную дорогу, в сентябре был оккупирован Дар-эс-Салам, и германские части отступили к реке Руфиджи, где оборонялись несколько месяцев несмотря на британский десант в устье реки и попытку португальцев атаковать с юга. На западе колонии германские части успешно оборонялись против британцев и бельгийцев, и лишь в конце года отошли в район Махенге.

### 1917—1918
Так как основная часть Германской Восточной Африки была потеряна, Пауль фон Леттов-Форбек решил перенести войну в Португальский Мозамбик, где надеялся встретить слабое сопротивление и найти большие запасы продовольствия. Во второй половине года германские войска переправились через реку Ровума и вступили на португальскую территорию.
К февралю 1918 года германские части дошли до Нанунгну в центре Мозамбика, и оттуда стали совершать рейды за продовольствием и боеприпасами. Под давлением британских войск от побережья и от озера Ньяса германским войскам пришлось отступать всё дальше на юг, отбрасывая по пути немногочисленные португальские отряды. В начале июля 1918 года германские войска одержали над англо-португальскими войсками победу у Намакурре на крайнем юге колонии. Отсюда германские войска двинулись на северо-восток, а затем, пройдя в сентябре восточнее озера Ньяса, 28 сентября вернулись к реке Ровума, вновь оказавшись в Германской Восточной Африке. Обойдя озеро Ньяса с севера 31 октября германские войска вторглись в британскую Северную Родезию, и 9 ноября захватили Казаму, где и получили вскоре известие о заключении перемирия.

## Результаты
В целом германские войска в Восточной Африке выполнили поставленную перед ними фон Леттов-Форбеком задачу, оттянув на себя до 300 тысяч войск противника. Умелые действия фон Леттов-Форбека принесли ему уважение противника и сделали полковника на родине национальным героем. Он оказался одним из немногих офицеров, оставшихся в рядах урезанной германской армии, однако в марте 1920 года был уволен за участие в Капповском путче.

## В кино
В 2020 году вышел художественный фильм португальского режиссёра Жуана Нуну Пинту «Москит», события которого разворачиваются в Восточной Африке во время Первой мировой войны.